# Мерли (телесериал)
«Мерли́» (исп. Merlí) — испанский телесериал, созданный и произведенный каталонской продюсерской компанией Veranda TV (группа Godó и Boomerang TV) и транслируемый каталонской сетью TV3 с 14 сентября 2015 года по 15 января 2018 года. Сериал рассказывает об учителе философии, который стимулирует своих учеников свободно мыслить неортодоксальными методами, которые разделят мнения класса, преподавателей и семей.
Премьера сериала, созданного и написанного Эктором Лосано и режиссером Эдуардом Кортесом, состоялась 14 сентября 2015 года в прайм-тайм и достигла доли 17,7% с 566 000 зрителей. Премьера второго сезона сериала состоялась на телеканале TV3 19 сентября 2016 года и закончилась 12 декабря 2016 года, а третий и последний сезон сериала начался в эфире 18 сентября 2017 года и закончился 15 января 2018 года.
Каждая серия названа в честь одного из философов. Под влиянием таких фильмов, как «Общество мёртвых поэтов», Мерли пытается донести философию до аудитории. Каждый эпизод включает в себя подходы великих философов или философских школ, таких как Перипатетики, Ницше или Шопенгауэр, связывая их учения с вымышленными событиями и персонажами. Темой вступительной музыки является версия «Полёт шмеля» русского композитора Римского-Корсакова.
Первый сезон был дублирован на кастильский язык испанской компанией Atresmedia и транслировался на телеканале La Sexta с апреля по июнь 2016 года. В ноябре 2016 года американская компания Netflix купила права на распространение сериала.
Продолжение сериала под названием «Мерли: Решись быть мудрым» было показано на канале Movistar+ 5 декабря 2019 года.

## Сюжет

### Первый сезон (2015)
Главный герой сериала — Мерли Бержерон, безработный учитель философии, который после выселения из своей квартиры вынужден жить с матерью. Ему также придется позаботиться о своем сыне Бруно, который до этого жил со своей матерью, бывшей женой Мерли. После переезда Бруно Мерли переводится в среднюю школу Ангель Гимера. Там, с его непредсказуемыми и неортодоксальными методами, Мерли заставляет учеников думать и выражать свое мнение, а также помогает им решить их проблемы, даже в осуждающей форме. Он рассказывает не только о Сократе, Шопенгауэре, Юме или Ницше, но также применяет свои идеи и учения для решения проблем, с которыми сталкивается.
Его ученики, которых он называет «перипатетиками», - это очень разнообразная группа, которая должна сталкивается со всевозможными ситуациями: Пол, второгодник, который вскоре ладит с Мерли; Берта, студентка, которая сначала не любит Мерли; Марк, дружелюбный, приятный парень; Иван, мальчик, страдающий агорафобией; Таня, экстравертная девочка и лучший друг Бруно; Жерар, мальчик, который склонен влюбляться и просить совета у Мерли; Жоан, прилежный, застенчивый мальчик из очень строгой семьи; Моника, новая, очень развитая студентка; Оливер, еще один новый мальчик; и, наконец, Бруно, сын Мерли и его самый трудный ученик.

### Второй сезон (2016)
Второй год Batxillerat начинается в средней школе Анхель Химера. Ученики радостно приветствуют Мерли, когда он входит в школу, полный энергии. «Перипатетики» немного повзрослели, но по сути они все те же счастливые, неуверенные в себе подростки, которых мы встретили в первом сезоне. Есть также новая ученица, Оксана, которая создаст новые отношения внутри группы.
Однако в учительской Мерли встречают не так тепло. Хотя Евгений ждет его и хочет поссориться, оба находят общего противника — Коралину, новую учительницу истории и завуча. Этот строгий, дисциплинированный, 60-летний профессор полон решимости навязать свои стандарты и будет конфликтовать со всем персоналом. Тем временем Мерли преподает еще более неортодоксальными способами, чем в первом сезоне. Он даже ведет занятия вне школы. Любая обстановка, даже торговый центр, может помочь ему объяснить философов-циников, стоиков, Декарта, Гоббса или Досократиков. В этом сезоне появляются новые философы, такие как Гиппархия Маронейская.

### Третий сезон (2017—2018)
После рождественских каникул ученики возвращаются в класс. Второй год Batxillerat (последний год средней школы перед университетом) продолжается для Мерли и «перипатетиков». Все знают, что средняя школа заканчивается, и приближается экзамен Selectivitat (необходимый для поступления в университет) и университет.
В классе продолжаются некоторые сюжетные линии из предыдущего сезона: Пол и Таня должны будут определить свои отношения, Жанна и Жерар стали близкими друзьями, Марк должен решить, сможет ли его отец вернуться домой, а Оскар, старший брат Поля, будет участвовать в материнстве Оксаны.
В учительской грядут перемены. Новым директором школы стал Евгений, и приходят новые учителя. Габи — новый учитель испанской литературы, но Мерли больше интересует Сильвана, новая учительница истории, которую очень хорошо принимают сотрудники. Мерли в восторге от прихода нового учителя, который так же изобретателен, как и он, но после того, как  ученики больше стали ценить её, начинает ревновать. Тем не менее Мерли продолжает преподавать философию в своем особом стиле, завоевавшее уважение «перипатетиков». Среди философов, представленных в этом сезоне: Ханна Арендт, Кьеркегор, Альбер Камю, Карл Маркс и Августин Гиппопотамский.

## В ролях
Героев сериала можно разделить на три группы: ученики, учителя и родители.

#### Учителя
- Франческ Орелья в роли Мерли Берхерона. 55 лет, учитель философии со своим собственным набором этики и беспорядочной сексуальной жизнью. После того, как его выгнали из квартиры и заставили жить с матерью, он находит работу преподавателя в Школе Ангеля Гимера, где учится его сын Бруно. Он обладает мрачным чувством юмора и склонностью к иронии, что раздражает других учителей, но ученики обожают его. Они находят его оригинальным, весёлым и возбуждающим. У Мерли есть сын Бруно, которому 16 лет. Когда мать Бруно уезжает жить в Рим, продолжая свою карьеру и любовную жизнь, и оставляет Бруно жить с его отцом, оба оказываются вынужденными примириться, несмотря на споры и разногласия. Склонность Мерли высказывать своё мнение и делать всё по-своему заставляет многих вокруг него, включая его сына, чувствовать себя неловко.
- Пере Понсе в роли Эухения Боска. Эухений — учитель каталонской литературы и языка, заведующий кафедрой. Он примерно ровесник Мерли и считает себя замечательным учителем, но до тех пор, но до прихода в школу Мерли, который оставляет Эжени в своей тени. Эжени — это антитеза Мерли: он традиционный учитель, который делает свою работу обычным способом, то есть полная противоположность Мерли. Ученики Эухения не очень ладят с ним, называя его «Гитлером», из-за его строгого характера и суровых отношений с учениками. Евгений терпеть не может Мерли и завидует его харизме и популярности, а также его способности выйти сухим из воды. Во втором сезоне Евгений заменяется Коралиной в качестве директора школы, и их с Мерли взаимная неприязнь к ней приводит к своего рода союзу между двумя бывшими врагами.
- Пау Дура в роли Тони. (Сезон 1) Тони — директор Школы Анхеля Химера. Он вдовец, ответственный и любит свою работу. Тони стремится к тому, чтобы школа работала гладко и имела как можно меньше конфликтов между студентами, учителями и родителями. Жалобы учителей на Мерли, его методы и его личность затрудняют Тони поддержание мира в школе. Тони также является учителем математики и, как правило, нравится студентам. Он старается ценить каждого учителя и уважать их различия.
- Пеп Хове в роли Санти. (Сезон 1) Санти — учитель испанской литературы и языка. Ему около 50 лет, и его изображают как симпатичного и доброго учителя, который ценит свою работу и приветлив со всеми. Именно в школе он познакомился со своей женой Глорией, преподавательницей живописи. Он очень любит Мерли и находит его интересным и оригинальным. Санти страдает избыточным весом, и некоторые студенты, особенно Бруно, постоянно издеваются над ним. Однако Санти всегда носит свой вес с гордостью. В конце первого сезона он умирает от сердечного приступа, оставляя Бруно полным сожаления и вины.
- Ассун Планас в роли Глории. Глория — жена Санти и учитель черчения и рисования. Она любит свою работу и знает, как завоевать уважение студентов. Хотя поначалу она и сомневается насчет Мерли, но все же чувствует к нему теплоту. Талантливая художница, она помогает Мерли, давая ему рисунок Берты для одной из его проектов.
- Патрисия Баргальо в роли Мирейи. Мирей — учительница латыни. У нее двое сыновей, и она очень беспокоится о них во время работы, потому что их отец не тратит много сил на обеспечение их благополучия. Она не удовлетворена своим браком и чувствует влечение к Евгению.
- Мар де Ойо в роли Лайи. (Сезон 1) Лайя — учительница английского языка. Ей 27 лет, и она добра и страстно любит животных, особенно собак. Очень привлекательна и встречается с учителем физкультуры Альбертом. Она является одним из первых сотрудников, защищающих Мерли. Во втором сезоне она покидает институт и заменяется Элисендой.
- Рубен де Эгиа в роли Альберта. (Сезон 1) Альберт — учитель физкультуры. Ему 27 лет, и он добр ко всем. Не появляется во втором сезоне.
- Пепа Лопес в роли Коралины. (Сезон 2) Ей около 60 лет, она очень консервативна, и у нее мало друзей. Во втором сезоне она появляется в школе в качестве директора, заменяя Эухения, и является учителем испанской истории. У Коралины есть свой собственный способ вести дела, и она проявляет мало понимания тех, кто думает иначе, чем она. Один из этих людей — Мерли, и с первой серии они находятся в ссоре. Она очень строга и предана своей работе и ценностям.
- Ферран Ране в роли Мануэля Мильяна. (Сезон 2) Известный всем просто как Мильян, он является новым учителем испанской литературы и языка после Санти. Ему 62 года, и он хороший учитель. Он завоевывает уважение своих учеников, когда впервые встречается с ними. Он становится другом Глории.
- Сандра Монклюс в роли Элисенды. (Сезоны 2-3) Элисенда — новая учительница английского языка после Лайи. Ей около 40 лет, она не любит свою работу, и готова уйти из школы, при первой возможности. Она ярый сторонник движения за независимость Каталонии.
- Манель Барсело в роли Кимы. (Сезоны 2-3) Кима — женщина-трансгендер, которая выступает в качестве замещающего учителя английского языка, когда Элисенда берёт отпуск по болезни. По прибытии она сразу же подружилась с Мерли. Самоуверенна и быстро завоевывает уважение студентов, к большому разочарованию Коралины.
- Карлота Ольчина в роли Сильваны. (Сезон 3) Сильвана — новый учитель истории в третьем сезоне, заменивший Коралину. За несколько лет до этого она уже была учительницей в школе Ангеля Гимера, и некоторые из «перипатетиков» знают ее со времен, когда она преподавала социальные науки в младших классах средней школы. Все в восторге от ее возвращения. Евгений очень высокого мнения о ней, и Мерли восхищается ею, думая, что они похожи. Сильвана так же креативна, как и Мерли, занимательна и близка к студентам, а также амбициозна по натуре.
- Пау Виньяльс в роли Габриэля «Габи» Моралеса. (Сезон 3) Габи — учитель литературы, впервые появляющаяся в третьем сезоне. Его моложавая внешность и энергия приводят к тому, что его принимают за студента, во время первого появления. Невротик и пограничный ипохондрик, Габи стремится получить максимум от жизни и активно ищет новые и захватывающие впечатления. Его влечет к Элизенде, и он делает вид, что поддерживает движение за независимость, чтобы завоевать её расположение.

#### Ученики
- Давид Соланс в роли Бруно Берхерона. (Сезоны 1-2, гость сезон 3) Бруно — сын Мерли. Для него очень сложно перед друзьями, когда его отец преподает в классе. Он экстравертный ребёнок, с чувством иронии, унаследованным от отца и бабушки. Он также научился от своего отца быть несогласным и жаловаться на жизнь, поэтому иногда забывает о благоразумии. Бруно начинает новую жизнь, когда его мать переезжает в Рим и оставляет его жить с отцом, с которым у него сложные отношения. Бруно — гей и влюблен в Пола, своего хорошего друга. Он хорошо ладит с большинством учеников, особенно с Таней, своей лучшей подругой. Они неразлучны и доверяют друг другу во всем. Бруно чувствует, что рядом с Таней он может быть самим собой. После разговора с Оливером в конце первого сезона он выходит из шкафа и начинает новую жизнь, будучи открытым геем.
- Карлос Куэвас в роли Пола Рубио. Полу 18 лет, и он второгодник. Самый популярный парень в школе, и все девочки, кажется, хотят быть с ним. Он также несколько холоден и манипулирует, говоря, что никогда не был влюблен и не планирует этого, но использует отношения для секса, как в случае с Бертой Пратс. У Пола много проблем с домашней жизнью. Большую часть первого сезона он живет с бабушкой, отцом и братом. У его семьи не так много денег, и Пол страдает от плохих отношений с братом и отцом, а также скучает по матери, которая умерла, когда он был маленьким. После многочисленных встреч с Бруно его сексуальная ориентация начинает обсуждаться и подвергаться сомнению.
- Кандела Антон в роли Берты Пратс. Берта — экстравертная девочка, не заинтересованная в учёбе. Она готовая на все, чтобы быть в центре внимания, даже если это означает морально неоднозначные действия. Часто чувствует себя одинокой, но действует решительно. Она проводит свои уроки, рисуя на парте, и, кажется, это единственное, что её интересует. Берта — умная девочка, смелая и непонятая. Она чувствует недостаток любви со стороны своей семьи и ищет её в отношениях с мальчиками, такими как Поль Рубио. Как и все остальные подростки, она ищет свое место в этом мире.
- Альберт Баро в роли Жоана Капдевила Бонета. Жоан — добросердечный и застенчивый подросток, который сталкивается с огромным давлением со стороны своей семьи, особенно со стороны отца. Ему не хватает уверенности в себе, и его застенчивость проявляется в том, как он говорит и двигается. Он мягкий во всех смыслах этого слова, скромный, внимательный, спокойный и ответственный. Похоже, что ничего из того, что он делает, недостаточно, чтобы удовлетворить своего отца, и он получает помощь Мерли, чтобы попытаться изменить то, как его воспринимают и обращаются с ним. Он восхищается Мерли и его уроками.
- Адриан Гресер в роли Марка Виласеки. Марк — всеобщий друг. Он не ввязывается ни в какие подростковые драмы и является шутником класса. Ему нравится быть любимым и иметь свое место в группе. Он ответственно относится к занятиям и точно знает, что хочет стать актёром. Он игрок, и часто флиртует, но с разной степенью успеха. Его лучший друг — Джерард. Он ездит в школу на скейте, и у него есть младший брат Пау, которого он очень любит и о котором очень заботится.
- Маркос Франс в роли Жерара Пигийема. Жерард — неудовлетворенный подросток. У него никогда не было всего, чего он хотел, и он разочарован этим фактом. Он экстраверт и не знает, что делать со своей жизнью, хотя его часто поощряет мать. Он легко влюбляется и в первый же сезон быстро заявляет, что влюблен в новую ученицу, Монику. Жерар легко заводится и постоянно хочет доказать свою состоятельность. Его мать чересчур заботлива, а он незрел. У него есть блог, где он иногда публикует видео, рассказывающие о его жизни.
- Пау Поч в роли Ивана Бласко. Иван целыми днями сидит взаперти в своей комнате, отказываясь выходить из дома. Он живет один с матерью, которая не знает, что с ним делать. В конце концов Мерли начинает навещать его, чтобы учить его и убедить, что его агорафобия не является постоянной, вкладывая время и усилия в то, чтобы заставить Ивана чувствовать себя комфортно на открытом воздухе в одиночестве и вернуться в школу, несмотря на его первоначальный отказ сделать это и его неприязнь к идее обратиться к психиатру. Мерли пытается заставить Ивана изменить свои привычки, и Иван учится думать не только о новостях, которые он любит читать в интернете, но и о своей собственной жизни.
- Хулия Креус в роли Моники де Вильямор. Моника - новая ученица, которая поступила в школу в середине года. Она из хорошей семьи, но её родители разошлись с тех пор, как ей исполнилось 10 лет. Ей часто говорят, что она выглядит более зрелой, чем на самом деле, как физически, так и в своей манере говорить и действовать. Жоан и Джерард влюблены в неё.
- Элисабет Касановас в роли Тани Ильи. Невероятно добрая и понимающая, Таня очень экстравертна, уважительна и идеалистична. Самым приятным аспектом ее жизни является дружба с другими людьми. Она преданный друг, особенно Бруно, с которым она неразлучна. Она любит жить настоящим моментом и хорошо проводит время в школе. Она хотела бы когда-нибудь стать учительницей, как ее мать. Таня очень стесняется своего тела и считает, что оно не идеально и не то, что мальчики её возраста находят привлекательным. Она думает, что кажется им милой, но не горячей и сексуально привлекательной. Таня наивна и мечтательна, идеализируя идею любви. Расстроиться из-за неё практически невозможно.
- Иньяки Мур в роли Оливера Грау. Оливер — уверенный в себе ученик. Он всегда весел и считает себя приятным человеком. Не беспокоится о том, что люди думают о нём. У него много проблем с семьей, но в школе он выглядит довольным и беззаботным. Помогает Бруно выйти из шкафа в конце первого сезона.
- Лайя Мансанарес в роли Оксаны Касановес (сезоны 2-3), новой ученицы во втором сезоне. Она удочерена и родом из Украины. Девочки в школе восхищаются ею, а мальчики находят её привлекательной. С самого начала она проявляет интерес к Жерарду, который смотрит только на Монику. Она думает, что сможет помочь ему забыть её. Оксана любит общаться с людьми, и ей нравится показывать, что у неё больше опыта, чем у многих других школьников, как в сексе, так и в отношениях, а также в понимании чувств и эмоций.

#### Родители
- Анна М. Барбани в роли Кармины Кальдуч, матери Мерли и бабушки Бруно. Она известная актриса, работавшая в кино, на телевидении и, особенно, в театре. Именно во время игры она чувствует себя по-настоящему счастливой. Все знают ее как "La Calduch".
- Марта Марко в роли Хины Кастельс, матери Джерарда и возможного любовного интереса Мерли.
- Хорди Мартинес в роли Жауме Капдевилы, чрезмерно заботливого и несколько навязчивого отца Хоаны. В первом сезоне мы узнаем, что у него рак.
- Виктория Пахес в роли Орелии Боне, матери Жанны, которая прилагает больше усилий, чтобы понять и помочь ему, чем Жауме.
- Анна Икобальсета в роли Мириам Бласко, матери Ивана. Во втором сезоне она связывается и с Мерли, и с Полем. Она любит своего сына больше всего на свете и держит бар.
- Марта Доминго в роли Эльсы Гарсии. Эльса — мать Берты. Похоже, она всегда отдает предпочтение сестре Берты, и это сказывается на Берте. Она парикмахер и владеет собственным салоном.
- Марта Кальво в роли Барбары, матери Бруно. В начале сериала она переезжает в Рим.
- Асунсьон Балагер в роли бабушки Поля и Оскара.
- Ориоль Пла — Оскар, брат Поля. Оскар предпочитает принимать сторону отца, а не брата: он трудолюбивый работник, который был вынужден бросить учебу, чтобы обеспечить семью, когда умерла его мать.
- Карлос Висенте в роли Энрика, отца Оливера.
- Борис Руис в роли Альфонсо Рубио. Это отец Поля и Оскара. Ему 55 лет, и он горько переживает потерю жены. Он заставляет своих сыновей работать, чтобы платить по счетам.
- Анна Баррачина в роли Лидии, матери Марка и Пау. Она медсестра, у которой мало времени, чтобы заботиться о своих сыновьях.
- Леон Мартинес в роли Пау Виласеки, младшего брата Марка. У него проблемы в учебе почти со всеми учителями, и он сложный ребёнок. Сильвана предположила, что у него может быть СДВГ.
- Кристина Хенебат в роли Анны, матери Оливера. Она все еще не оправилась после смерти своего второго сына, Эдгара. Она одержима Эдгаром и имеет плохие отношения с Оливером.

## Эпизоды
| Сезон | Сезон | Серий | Даты выхода      | Даты выхода     | Аудитория | Аудитория |
| Сезон | Сезон | Серий | Премьера         | Окончание       | Зрители   | Доля      |
| ----- | ----- | ----- | ---------------- | --------------- | --------- | --------- |
|       | 1     | 13    | 14 сентября 2015 | 7 декабря 2015  | 561.000   | 18,3%     |
|       | 2     | 13    | 19 сентября 2016 | 12 декабря 2016 | 513.000   | 19,5%     |
|       | 3     | 14    | 18 сентября 2017 | 15 января 2018  | 517.000   | 17,6%     |
| Итого | Итого | 40    | 14 сентября 2015 | 15 января 2018  | 530.000   | 18,5%     |

## Отзывы и оценки
«Мерли» пробудил, наряду с энтузиазмом по поводу успеха аудитории и поднятой темы, некоторые сомнения среди учителей и профессионалов философии: предполагаемый мачизм главного героя был поставлен под сомнение, отношение к новым концепциям семьи, отсутствие иммигрантов среди студентов и учителей , отсутствие преподавания деонтологии в определенное время, наличие скрытой повестки дня по отношению к передаваемым философским концепциям и т. д. Были бурные дебаты, особенно в Каталонии.
Хотя некоторые критические замечания были особенно резкими, принято считать, что сериал повысил интерес к философии и её преподаванию, а также к ведущим к ней исследованиям в бакалавриате.

## Награды и номинации
- Победитель премии Zapping Awards за лучший каталонский сериал.
- Победитель премии Zapping Awards за лучшую мужскую роль на каталонском языке или на разных диалектах каталонского до Франческа Ореллы за роль Мерли Бержерон.
- Победитель премии Iris Awards (Испания) за лучший региональный сериал.
- Iris Awards (Испания) номинирован на лучшую мужскую роль.

## Продолжения
Премьера спин-оффа сериала под названием «Мерли: Решись быть мудрым», в центре которого находится персонаж Карлоса Куэваса Пол Рубио, посещающий университет, состоялся на Movistar+ 5 декабря 2019 года.